# Oflag XVII-A
Az Oflag XVII-A (Oflag mint Offizierslager ’tiszti tábor’) hadifogolytábor volt a második világháború idején. Németország hozta létre francia tisztek számára Alsó-Ausztriában, közel a cseh határhoz. 1940-től 1945-ig volt használatban. 132 fogoly tömeges szökése tette híressé mint a hadifogolytáborok közül a szökevények száma tekintetében a legjelentősebb szökés színhelyét.

## A tábor
Az 1938-as Anschluss után a németek Közép-Európa legnagyobb katonai gyakorlóterét létesítették Alsó-Ausztriában Truppenübungsplatz Döllersheim néven. Ezért kitelepítették több helység, köztük Edelbach és Döllersheim falvak lakosait és csaknem teljesen lerombolták ezeket a településeket. 1940-ben felállították a tábort Edelbach helyén.

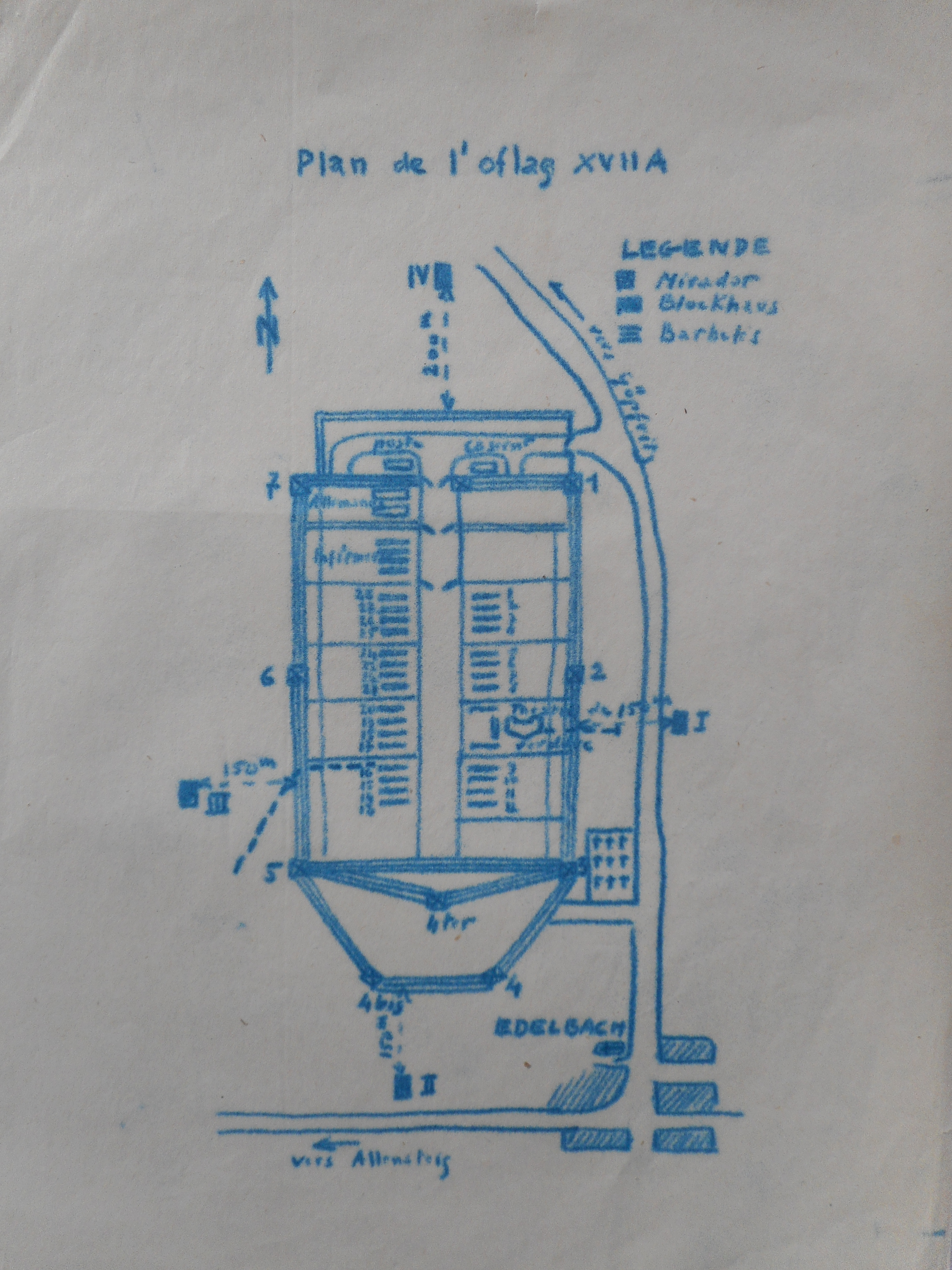
A tábor alaprajza

A tábort kettős szögesdrót kerítés vette körül és 40 barakkot foglalt magában, 20–20-at egy központi út két oldalán. Mindegyik barakkban két helyiség volt 100–100 ember számára, egy kicsi konyha és egy mosdó nyolc kagylóval. Zuhanyozós épület is volt, ahol a foglyok kétszer havonta mosakodhattak. Az egyik barakk fele kápolnaként szolgált.

## A foglyok
A tábor létezése alatt átlagosan 4500 fogoly tartózkodott ott. Franciákon kívül kb. 170 lengyel tisztet is tartottak ott fogva. Tiszteken kívül fogoly sorkatonák és tisztesek is voltak a táborban, főtisztek tisztiszolgái és a táborban szükséges fizikai munkákat végző katonák.

### A fogva tartás körülményei
A tábor létezésének legnagyobb időszakában a fogva tartás körülményei viszonylag tűrhetőek voltak, mivel a németek általában betartották a szövetségesek esetében (a szovjeteken kívül), a hadifoglyokra vonatkozó 1929-es genfi egyezmény előírásait. Télen a foglyok fáztak, mert a régió klímája hideg és nem volt elég fűtőanyag. Éhségtől is szenvedtek, amíg nem kezdtek csomagokat kapni a Francia és a Nemzetközi Vöröskereszttől, valamint családjaiktól. A legnehezebb helyzetük 1944 őszétől a háború végéig volt, amikor Franciaország már szabad volt és nem jöhettek csomagok.
Testi szenvedésen kívül lelkileg is megviselte őket a fogság. Eleinte azt hitték, hogy mivel a francia hatóságok 1940. június 22-én aláírták a fegyverszüneti egyezményt Németországgal, a foglyok számára a háború véget ért, és hogy az év végéig haza kerülnek. Amikor ez nem következett be, sokan depresszióba estek. A genfi egyezmény értelmében a tiszteket nem dolgoztatták, ezért a létszámellenőrzéseken kívül egész nap azt tehették, amit akartak a táboron belül. Hogy ne szenvedjenek annyira a szabadság hiánya, a zsúfoltságban való élet, a honvágy, a szeretteik hiánya, az unalom és a bizonytalan jövő érzete miatt, valamiféle tevékenységekkel el kellett foglalni magukat, hogy megtartsák mentális egészségüket. Ezeket elősegítették a németek, hogy kollaborációra késztessék a foglyokat.

#### A foglyok tevékenységei
Sokan jártak a kápolnába istentiszteletekre. Naponta tartották ezeket lelkészek, akikből több mint 70 volt a táborban.
A foglyok sportoltak, még egy stadionfélét is létesítettek e célból.
A kulturális tevékenységek betöltötték az idő nagy részét. Könyvtár és rádióállomás állt a foglyok rendelkezésére, kiállításokat, zenei, irodalmi és színházi eseményeket rendeztek.
A foglyok saját lapjukat szerkesztették és nyomtatták ki, Le Canard en KG névvel. Mindenféle cikkeket közölt, azzal a feltétellel, hogy témájuk ne legyen politikai és németellenes, karikatúrákat, keresztrejtvényeket, sporthíreket, előadások meghirdetését stb. 1942-ben a Francia Akadémia az Eugène Carrère-díjjal tüntette ki a lapot.

##### A foglyok „egyeteme”
A legjelentősebb kulturális tevékenység az ún. „egyetemé” volt, mely szorosan kötődött a könyvtárhoz. A szükséges könyveket rokonok és barátok küldték Franciaországból. 1940 júliusától kezdve reggel 8 órától este 8-ig a 19-es barakkban idegen nyelv tanfolyamokat, matematikai, jogtudományi, biológiai, pszichológiai, zenei, teológiai, pénzügyi, csillagászati, földrajzi előadásokat tartottak, de még lovaglásról szólókat is. A földrajz területén Georges Schouler és Aimé Roze foglyok cikkeket írtak és küldtek egy szaklapnak. Az egyikben az „egyetemen” tartott földrajzi előadásokról számoltak be. Egyesek egyetemistáknak szóltak nekik való szinten, mások ismeretterjesztőek voltak szélesebb közönség részére, megint mások általános iskolai szinten szóltak közkatonákhoz és tisztesekhez.
A tantestületben tudósok is voltak. A „rektor” Jean Leray matematikus volt, civilben a Nancy Egyetem oktatója. Ott voltak még Jean Ville matematikus, François Ellenberger geológus, aki a háború után a Franciaországi Geológiai Társaság elnöke lett, és Étienne Wolf biológus, aki zsidó volt. A háború után a Collège de France professzora, a Párizsi Tudományakadémia, majd a Francia Akadémia tagja is lett. Paradoxmódon a zsidók biztonságban voltak a nyugati országokból származó hadifoglyok táboraiban.
Azok, akik a háború előtt egyetemisták voltak, folytatni akarták tanulmányaikat. A foglyok egy ötöde és egy negyede között volt azok száma, akik kihasználták az „egyetem” nyújtotta lehetőségeket. A tanulás a mentális kimenekülést is elősegítette a helyzetükből. A tanárok igyekeztek követni a francia iskolarendszer követelményeit, hogy a tanulmányokat hitelesíteni lehessen a polgári életbe való visszatéréskor. A vizsgák szigorúak voltak, hogy ne lehessen a bajtársak „megajándékozásával” vádolni a tantestületet. Kb. 500 fogoly szerzett olyan diplomákat, amelyeket hitelesítettek a háború után.
Egyes foglyok kutatásokat is végeztek a táborban, köztük Jean Leray. Maurice Debesse pszichopedagógusnak könyve jelent meg 1942-ben. A Francia Akadémia őt is kitüntette abban az évben az Eugène Carrère-díjjal. François Ellenberger, a geológus, más geológusokkal együtt a tábor területén talált kövek tanulmányozására kényszerült korlátozódni. A táborban rögtönzött laboratóriumban tanulmányozták ezeket. A táborban Ellenberger pszichológiai művet is írt, amely röviddel a háború után jelent meg.

### Hozzáállási különbségek foglyok között
A francia foglyok helyzete különbözött például a britekétől, mivel Franciaországot megszállták a németek. Egyes franciák Philippe Pétainnek, az ún. Francia Állam fejének és a kollaboráns Vichy-kormánynak a hívei voltak, de mások ezt nem fogadták el és az ellenállás eszméje felé hajlottak. Legalábbis a fogság első éveiben sokan dilemmával küszködtek, azt a kérdést téve fel maguknak, hogy mi jobb Franciaországnak, és kik a lojálisak iránta: Pétain vagy Charles de Gaulle tábornok hívei. Megvolt az a lehetőség és kísértés is, hogy kötelező munkára Németországba küldött polgári munkásokká váljanak, akik eltávozási engedélyt is kaphattak, vagy hogy kiszabadítsák és hazaengedjék őket, amint az előfordult olyanokkal, akiket jó szemmel néztek a németek. Idővel azonban, főleg miután a németek 1942-ben Franciaország a Vichy-kormány fennhatósága alatt levő ún. „szabad övezetét” is megszállták, Pétain híveinek száma és hatása fokozatosan csökkent. Azok, akik nem értettek egyet velük az „egyetem” köré tömörültek. Ennek lett a táborban erkölcsi tekintélye.
Erőszakos szembesülésre is sor került, amikor 1942 tavaszán a németek önkéntes munkára hívták a tiszteket. Kb. 100 jelentkezett. Például húsz tiszt a waldreichsi kastély restaurálásán dolgozott. Ezek ellenzőinek kis csoportja, akik magukat „maffiának” nevezték, előbb lebeszélni igyekeztek a kollaborációról az erre hajlókat, a kollaboránsok nevét megbélyegző módon függesztették ki a táborban, kizárták őket bizonyos körökből, végül verekedtek is velük.

### Ellenállási formák
1942-ben a foglyok körében felcsillant a remény, hogy Németország legyőzhető, és az „egyetem” sok tagja ellenállási tevékenységeket kezdett. A németek megpróbáltak egy nekik hű ún. „belső francia parancsnokságot” létrehozni, hogy csökkenthessék az őrök számát, de nem sikerült nekik. Ellenkezőleg, földalatti szervezet alakult, melyet a tábor hatóságai nem tudtak megsemmisíteni. 1943 elején a szervezetnek sikerült helyettesítenie a kollaboráció híveit a tábor irodáiban.
Az ellenállásnak különféle formái voltak. Az általános cél az volt, hogy minél nehezebbé tegyék a fogva tartók dolgát. Könnyebb formái a létszámellenőrzés megzavarása vagy minél több jelentéktelen tartalmú levél küldése volt, hogy megnehezítsék a cenzúra és a német posta dolgát. A foglyok lapjában nem lehetett kigúnyolni a németeket, de ezek nem tudták megakadályozni azt, hogy a foglyok kabaréja tegye ezt élő szóval. Az is ellenállási forma volt, hogy kifüggesztették a kollaboránsok nevét, mivel ezt tiltották a németek.
1943 elején ún. „gaullista kör” alakult meg, amely kapcsolatban volt a francia ellenállás egyik szervezetével. Ennek kérésére a kör alkotmány tervezetén dolgozott a háború utáni Franciaország részére.
A foglyokat a németek és a Vichy-kormány propagandája árasztotta el hírekkel. Hogy szembeszegülhessenek vele, az ellenféltől származó információkra volt szükségük. Amikor a foglyok kapcsolatba kerültek a franciaországi ellenállással, rendszeresen került a táborba a Défense de la France (Franciaország védelme), egy azonos nevű ellenállási szervezet földalatti lapja, valamint német fordítások ebből, melyek a környékbeli lakossághoz is eljutottak.
Az ellenállási szervezetnek sikerült tizenkét titkos rádiót tartania, melyeket csomagokban eldugott alkatrészekből tákoltak össze. Egy, „a szövetséges forrásoktól származó információk terjesztése” nevű csoport ilyen információkat hallgatott és közleményeket szerkesztett a hallottak alapján. Az „egyetem” gyorsírás tanfolyamán lemásolták ezeket és kiosztották az összes barakkban. Hét nyelvre is lefordították és terjesztették a közeli hadifogolytáborokban, de még az osztrákok között is. Ezt olyan tisztiszolgák tették, akik kijárhattak a táborból. A hallgató csoport egyik alcsoportja katonai jellegű információkat küldött Franciaországba az ellenállóknak, például a Tiger harckocsi a közeli gyakorlótéren folytatott próbáiról. „Az árulók figyelése és a németek elleni védekezés” nevű csoport feladata az volt, hogy vigyázókat és figyelmeztetőket biztosítson a tiltott tevékenységek felderítésének megelőzése céljából. „A csomagok cenzúrázásának kikerülése” csoport olyan csomagokat csempészett ki ezek raktárából még a németek ellenőrzése előtt, amelyekben a franciaországi partner ellenálló szervezet küldött tiltott dolgokat. Így került a táborba írógép, térképeket és egyéb dokumentumokat sokszorosító gép, de még fegyverek is. A tábori szervezet is tudott segíteni a Franciaország védelme szervezetnek, amikor a Gestapo sújtott rá. 109 000 a táborban összegyűjtött frankot juttatott el neki. A tábort a Wehrmacht tartotta fenn, és a személyzet egyes tagjai nem értettek egyet a nemzetiszocializmussal. Az összes földalatti tevékenység csak az ilyen személyek és a szerveződni kezdő osztrák ellenállás segítségével volt lehetséges.
Egy másik ellenállási tevékenység keretében 1944 közepétől kb. 400 tagú tisztek csoportja készült arra az eshetőségre, hogy a németek kiürítik a tábort vagy megpróbálják likvidálni a foglyokat.

#### Film és fényképek
Egészen különös dolog volt az, hogy 1944-ben a foglyok dokumentumfilmet kezdtek forgatni Sous le manteau (Köpeny alatt) címmel, amely arra utalt, hogy a kültéri felvételeket mindig köpeny alá rejtett kamerával készítették. Ennek alkatrészeit, a filmtekercseket, az összes szükséges anyagot csomagokban kapták, például szalámik végeibe rejtve, mivel a németek mindig középen elvágva ellenőrizték ezeket. A kamera dobozát egy, a könyvtárból kivett szótár fedeleiből csinálták, a 8 milliméteres film tekercseit cipők fatalpába vájt üregekben rejtették el. A film 50 fogoly közreműködésével készült. Mindenféle jeleneteket vettek fel a tábor életéből, beleértve a németek kutatásait is barakkjaikban és foglyok olyan titkos tevékenységeit, mint alagútásás, a filmtekercsek elrejtése, rádióhallgatás stb. Folytatták a filmezést a tábor kiürítése utáni menetelés alatt is Németország kapitulálásáig. Három változat maradt fenn a filmből.
Már 1940 novemberében a foglyok titkos fotóműhelyt alakítottak ki. Marcel Corre fogolynak volt egy Kodak fényképezőgépe, amit elkoboztak 1943-ban, majd egyik bajtársa egy Rolleiflex gépet adott neki kölcsön, amely négy kutatást élt túl. Csaknem 2000 képet készítettek a tábor életéről, többségüket Corre. Voltak a foglyok hétköznapi életét, de nekik kellemetlen jeleneteket is megörökítők, mint fogoly bekísérése a fogdába vagy egy barakkban a németek kutatásai keltette rendetlenség. A műhelyben készítettek arcképeket is hamis igazolványokra, valamint térképeket és egyéb szökésben szükséges dokumentumokat másoltak.

#### Szökési kísérletek
A fő ellenállási forma a szökés volt. A foglyok földalatti szervezete koordinálta a szökési kísérleteket és aktívan támogatta pénz, hamis igazolványok, szükséges információk beszerzésével, valamint rejtekhelyek előkészítésével a táboron kívül. Ennek létezése idejében 32 szökési kísérlet volt, többségükben alagutak ásásával. Az egyiken kívül mindegyik alagút barakkokból indult és megtalálták a németek. A távolságok túl nagyok voltak, és a németek rendszeresen keresték az ásás nyomait, megtalálták a kiásott földet. A foglyokat az bátorította a szökésre, hogy a genfi egyezmény értelmében a szökés és a szökési kísérlet fegyelmi kihágásnak minősült, ez pedig csak legfeljebb egy hónapi magánzárkával volt büntethető a tábor fogdájában.
A szökevények számát tekintve a legjelentősebb szökési kísérlet az Oflag XVII-A-ból és ugyanakkor az összes hadifogolytáborból 1943. szeptember 18-án és 19-én történt.
A foglyoknak megengedték, hogy szabadtéri színpadot építsenek, melyet Théâtre de la verdure-nek (’Zöld színház’) neveztek el. Zöld ágakkal dekorálták, ami részben megakadályozta, hogy látható legyen az őrtornyokból. Egyes források szerint a Vöröskereszt küldöttei azt reklamálták, hogy a foglyoknak nincs óvóhelyük légi támadás esetén, és a németek szerszámokat adtak nekik, hogy árkokat ássanak óvóhelyként. Ezek egyikéből kiindulva ástak alagutat. Egy másik forrás szerint az alagutat a színpad körüli vízelvezető árokból kezdték ásni. Ez viszonylag közel volt a kerítéshez, és a foglyok kb. 90 méter hosszú alagutat ástak. Nagyon keskeny volt, kb. 50 cm széles és 70–80 cm magas. Fekve dolgoztak benne. Meg kellett oldaniuk elég levegő bejuttatását is. Ezt saját építésű szivattyúval és konzervdobozokból készített csővel oldották meg. Sínpáron húzható kis csillét is készítettek a kiásott föld szállítására az alagúton belül. A felszínre kis zsákokban vitték a földet, és köpenyük alá rejtve vitték szétszórni az erre vállaklozó foglyok. Az alagút ásása közben más foglyok civil ruhákat, hamis igazolványokat, térképeket stb. készítettek.
A szökevények első csoportja szeptember 18-án, egy szombati estén ment ki a táborból észrevétlenül. Másnap a németek nem vették észre a szökevények hiányát, mert kevesebb őr volt, mint hétköznap, és létszámellenőrzést sem tartottak. Még egy csoport vasárnap éjjel jutott ki. Összesen 132 fogoly szökött meg, többségükben franciák és nem tudni hány lengyel. Mindkét éjjelen a kijutás zavartalanul haladt, az előre megszabott kijutási sorrendet is sikerült betartani, de sokan gyűltek össze az alagútban és sokáig kellett várniuk kellemetlen helyzetben. Az elégtelen levegő miatt egyesek elájultak. Az alagút kijáratától még egy rövid távot kellett futva megtenniük a közeli fákig. Főleg kettesével-hármasával szóródtak szét. A legtöbben arra készültek fel, hogy Németországba kötelező munkára küldött emberekként mutatkozzanak.
A németek csak szeptember 20-án, hétfőn állapították meg a szökést és azonnal elindították a szökevények keresését. Nagy többségüket rövid idő alatt elfogták és visszavitték a táborba. Egyes források szerint az elsőket még azelőtt vitték vissza, hogy a személyzet észrevette volna hiányukat. Nyolc-tíz szökevény menekült meg, közülük csak kettő jutott el Franciaországba még a háború vége előtt. A többi valószínűleg Szlovákiában vagy Magyarországon kötött ki egyelőre.
Ez után az esemény után soktagú német főtisztekből álló bizottság jött a táborba kivizsgálni a történteket. Fennmaradt az erről szóló jelentés, amelyben nincs említés szökésről. Valószínűleg a hadifogolytáborokkal megbízott felsőbb szervek jelentéktelennek akarták prezentálni, hogy elkerüljék a felelősségre vonásukat. A foglyok sem szenvedtek el súlyos következményeket.
Jean Cuene-Grandidier egyike volt azoknak, akik Franciaországba jutottak még a háború befejezése előtt. Tudott németül, voltak hamis papírjai és Németországba dolgozni jött munkásnak adta ki magát. Tudta, hogy az ilyenek kaphattak eltávozási engedélyt, és így akart hazajutni. Zavartalanul utazott vonattal Bécsbe. Ismerte a várost és a táborban megadták neki néhány megbízható ember címét. Ezek egyike egy kórház felé irányította, ahol francia medikusok is végeztek munkaszolgálatot. Ezek segítettek rajta. Egyikük eltávozási engedélyt kapott és felkereste Cuene-Grandidier szüleit. Ők valódi kitöltetlen igazolványt szereztek, melybe a fiuk fényképe került, hamis névvel és adatokkal, de a valódi szükséges pecsétekkel. Ezzel szerzett Cuene-Grandidier valódi német munkaszerződést és egy nemi betegségeket kezelő kórházban dolgozott ápolóként. Végül a külföldi ápolók főnöke lett. Hogy hazamehessen, beszerzett egy apja hamis nevére szóló elhalálozási bizonyítványt, és ezzel eltávozási engedélyt kapott. Oda-vissza szóló vonatjegyet váltott, hogy ne keltsen gyanút, és zavartalanul utazott Párizsig német tisztek társaságában. Már a Bécsbe való utazása alatt, Bécsben és Párizs felé utazva is igyekezett megjegyezni mindent, amit katonai jelentőségűnek látott, például légvédelmi ütegek elhelyezését. Párizsban kapcsolatba lépett egy földalatti szervezettel és közölte vele a beszerzett információkat. A szervezet illegálisan eljuttatta Svájcba, és Cuene-Grandidier Genfben a francia ellenállás képviseletén dolgozott. 1944 vége felé ment vissza Párizsba, és a Felderítési Osztály őrnagya lett.

## A tábor vége
1945 áprilisában a Vöröshadsereg közeledett a táborhoz, és 4000 fogolyt elindítottak gyalog nyugat felé. Kb. 600-at a táborban hagytak, akik közül egyesek túl gyengék voltak, mások pedig nem akartak elmenni, és megengedték nekik, hogy maradjanak. Azok, akik elmentek sokat szenvedtek. Átlagosan 15–20 kilométert meneteltek naponta, legalább 25 kilóval a hátukon. A szabad ég alatt aludtak és gyakorlatilag nem kaptak élelmet a németektől. A helyi lakosoktól szereztek be ennivalót a régebben kapott csomagokból megmaradt cigarettáért és általuk a táborban készített szappanért. Négy nap alatt értek a dél-csehországi Nové Hrady (németül Gratzen) város környékére. A franciák gyakorlatilag szabadok voltak Pierre Marius Ernest Gibert tábornok parancsnoksága alatt. Ő volt a táborban a rangidős tiszt és képviselőjük a tábor parancsnokságával való viszonyban. Az úton a személyzet egy része dezertált, de a táborparancsnok és a személyzet másik része még velük volt. Kb. 700 ember beteg volt vagy túl fáradt és ott maradt. A többi kb. 3000 tovább ment Kaplice (Kaplitz) város környékéig. 1945. május 6-án a tábor személyzetének többi tagja is dezertált. A háború utolsó napjaiban kb. 400 francia gyakorlatilag elfoglalta az övezetet, akadályokat állított a utakon és lefegyverezett olyan németeket, akik a szovjetektől menekültek, hogy az amerikaiaknak adják meg magukat. Pár nappal a május 8-ai német kapituláció után az amerikaiak kamionokkal elvitték a 3000 volt fogolyt Linzbe és onnan repülőgépekkel Franciaországba. A táborban maradottakat is Franciaországba vitték az amerikaiak május 19-én és 20-án. A Gratzenben maradottakhoz a szovjetek értek május 10-én és kelet felé vezették őket. Ausztriában, Engabrunn faluba érve a franciák nem akartak tovább menni, mert azt sejtették, hogy a Szovjetunióba akarják vinni őket. Parancsnokuk elment Bécsbe és elérte, hogy egy volt hadifoglyokat összegyűjtő táborba vigyék őket, Gmund am Tegernseebe. Egyesek onnan indultak el kalandos útra hazafelé. Többségükért az amerikaiak jöttek június 9-én és kamionokkal vitték őket Franciaországba. Az utolsó volt Oflag XVII-A-beli Németország-szerte szétszóródott foglyok augusztusban vagy szeptemberben kerültek haza.
A volt tábor övezetét a Vöröshadsereg használta gyakorlatozásra. 1955-ben, amikor a szövetséges megszálló csapatok kivonultak Ausztriából, a területet az osztrák hadsereg vette át és megtartotta ugyanazt a rendeltetését.